# NGC 7428
NGC 7428 é uma galáxia espiral barrada (SBa) localizada na direcção da constelação de Pisces. Possui uma declinação de -01° 02' 57" e uma ascensão recta de 22 horas, 57 minutos e 19,5 segundos.
A galáxia NGC 7428 foi descoberta em 27 de Julho de 1864 por Albert Marth.